# Amegilla fasciata
Amegilla fasciata es una especie de abeja excavadora perteneciente al género Amegilla, categorizada en la tribu Anthophorini, de la subfamilia Apinae. Fue descrita por Johan Christian Fabricius en 1775.
Este ejemplar es válido y aceptado y aparece registrado en una sección de la publicación Apidae (Anthophila). Catalogus Hymenopterorum Hucusque Descriptorum Systematicus Et Synonymicus, Vol. 10 de 1896 de los autores Dalla Torre y C. G.

## Distribución
La especie se distribuye por África, Europa y norte de Asia (excluyendo China).